# Tomocerus celsus
Tomocerus celsus är en urinsektsart som beskrevs av Christiansen 1965. Tomocerus celsus ingår i släktet Tomocerus och familjen långhornshoppstjärtar. Inga underarter finns listade i Catalogue of Life.